# Kompost.cz

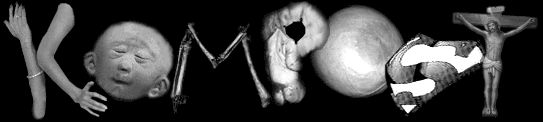
Logo Kompost.cz

Kompost.cz byl český webový server věnující se extrémně černému humoru, který nebere ohled na žádná tabu a naopak se snaží stavět na jejich porušování; může tak být považován za nevkusný a amorální.
Založili ho v dubnu 2001 Tomáš Baldýnský, František Fuka a Lukáš Vychopeň (používající přezdívku FK) podle zahraničních vzorů.  (Předobrazem byla také Fukova konference HNUS.42 na FidoNetu.) Heslo serveru, v počátcích poměrně propagované, zní Kde to hnije, tam je Kompost.

## Složky Kompostu
Grafika Kompostu stavěla na černé barvě. Hlavní stránka tradičně obsahovala jeho heslo a „obrázek pro tento okamžik“ (jak zněl popis v tagu ALT), fotomontáž týkající se nějaké nedávné události, v posledních letech zejména úmrtí celebrity (často pouze její fotografie s bublinou pronášející „fuck!“). Adresa obrázku zněla http://img.kompost.cz/images/bannery/intro.jpg, starší byly archivovány na adresách jako http://img.kompost.cz/images/bannery/intro106.jpg a nižší trojmístná čísla doplněná zleva nulami, některé soubory ale mají příponu .gif. Teprve odtud byl návštěvník přesměrován na adresu http://kompost.cz/?reklama=nein_danke obsahující přehled posledních skutečných příspěvků.
Kompost přinášel např. odkazy na webové stránky, fotomontáže, ale častěji naopak fotografie skutečných groteskních situací (často screenshoty chyb nebo nečekaných kombinací obsahu a reklamy na seriózních webových stránkách), přepisy podobným způsobem zajímavé e-mailové korespondence (zejména Vychopeňovy) a občasné delší komplexnější texty. Měl několik fiktivních redaktorů, jejichž jména i témata parodovaly známé osobnosti (Jan Rejže, Malina Obrowská, David Super – podle reportéra zaniklého deníku proslulého falšováním „exkluzivní reportáže“ z války v Afghánistánu – a „hacker“ NeoNeo podle exkurzů Jiřího X. Doležala do počítačové problematiky).
V letech 2002 a 2003 projekt Kompost.cz získal cenu „Český zavináč“ za nejlepší tuzemskou internetovou stránku v kategorii zábava.
Speciální rubrikou měl být tzv. Projekt GAI, přinášející komicko-satirické diskuse fiktivních umělých inteligencí simulujících známé osobnosti; intervaly mezi nimi se však stále prodlužovaly.
Po několika letech ovšem i ostatních příspěvků výrazně ubylo, jak autorům docházela invence nebo chuť věnovat nevýdělečnému projektu svůj čas. V roce 2004 tak většinu obsahu tvořily týdenní přehledy parodických (počítačově vytvořených) fotomontáží Vesjolyje Kartinki, dokud ty si nepořídily vlastní server. Zastaralý redakční systém, který autoři získali bez možnosti ho měnit, neumožňoval nalézt nejstarší články; občas zmiňované plány na získání nebo napsání nového se nikdy nerealizovaly.
Na konci července 2005 začala hlavní stránka Kompostu (s doplněným heslem Kde to hnije, tam je Kompost Megablog) s kratší prodlevou přesměrovávat na https://web.archive.org/web/20180426222006/http://blog.kompost.cz/, což je pomocí Blogger.com vytvářený „Megablog pro všechny hodný lidičky, který chtějí rozdávat radost, xixi“, parodující negativní stereotypy bloggerství, jak je okruh Kompostu vidí, a některé konkrétní osoby; články původního Kompostu jsou nadále dostupné přes přímé URL a po několika týdnech byl odkaz na „starý Kompost“ přidán i na blog. I blog během několika měsíců utrpěl ztrátou periodicity a velká část čtenářských komentářů kritizuje jak to, tak nedostatečnou vtipnost v porovnání se „starými dobrými časy“.
23. listopadu 2006 si Fuka a Baldýnský ponechali anticenu udělenou původně portálu Peprnet.cz v anketě serveru Lupa.cz Křišťálová Lupa 2006. Provozovatelé Peprnetu si cenu nevyzvedli a Kompost.cz byl jedním z dalších nominovaných a skončil pátý, jak pro „příliš brutální a chvílemi nechutný humor“, tak „za nízký počet aktuálních článků mého oblíbeného zpravodajského média“.

### Projekty
Kompost hned v květnu 2001 dosáhl jisté proslulosti, když vytvořil webovou stránku „vyhlazovače“ SS-Mann, parodující úvodní stránku vyhledávače Seznam.cz s využitím nacistických reálií; to vyvolalo kritiku od většinou málo informovaných klasických médií a dokonce politiků.
V roce 2002 Kompost vytvořil stránku Krásná vzpomínka, nabízející rodičům znetvořených dětí digitální úpravu jejich fotografií, které „Mnohdy necitelně zobrazují tvrdou realitu, nikoliv krásné dítě, které jste přivedli na svět.“ Stránka obsahovala ukázky upravených fotografií (na kterých měly plody např. přimalované „upíří oči“) a návod k retušování, vysvětlující, jak v grafickém editoru překrýt znepokojivé části snímku černými obdélníky.
V dubnu 2005 FK a „Laredo“ vytvořili Hulanator, generátor příspěvků obsahem i formou parodující, respektive citující a remixující weblog bulvární postavy českého internetu Radka Hulána.

## Komunita a klub(y) Kompost
Původní Kompost.cz si na českém internetu rychle získal malou, ale aktivní skupinu příznivců. Zároveň s tím, jak jeho produkce klesala, stoupal relativní význam webového diskusního klubu Kompostu a komunity čtenářů původního Kompostu a diskutérů, která se kolem něj utvořila. Klub Kompost se tak stal jednou z nejaktivnějších diskusí na každém serveru, kde byl provozován. Vedla se zde debata zcela bez hranic, byly vkládány (odkazy na) obrázky často urážlivého obsahu, shock site ap. Někteří čtenáři a příznivci původního Kompost.cz později spoluvytvářeli server Vesjolyje Kartinki.
Určitá animozita založená na osobních zkušenostech mezi tvůrci Kompost.cz a některými aktivními českými bloggery, zejména sdruženými kolem Pooh.cz (Daniel Dočekal, Radim Hasalík, později i Hulán) v tomto prostředí rychle eskalovala. Stručně řečeno: „komposťáci“ se pro bloggery stali synonymem zlovolného vandalství (několikrát byli obviněni z „kompostování“, tedy zahlcování cizích diskusí nebo komentářů blogů), bloggeři pro diskutéry z Kompostu naopak ztělesněním nabubřelé přihlouplosti. Původní tvůrci Kompost.cz, zejména Fuka, na obviňování bloggerů několikrát reagovali distancováním se od takovýchto aktivit obtížně identifikovatelných jednotlivců s klubem spojovaných. Sám diskusní klub Kompostu rovněž byl opakovaně napaden vkládáním velkého množství bezobsažných příspěvků a na přelomu let 2003/4 nucen přejít ze serveru Lopuch.cz, jehož správci jej přestali tolerovat, na Okoun.cz.
Další epizodou série sporů se v březnu 2006 stala údajná „kompostace“  diskusního fóra internetového projektu Brouzdej.cz Radima Hasalíka, který reagoval publikací případu na webu Vandalové.cz, založeném k tomu účelu a na podzim zrušeném (mirror).